# Los Angeles Rams 1967
La stagione 1967 dei Los Angeles Rams è stata la 29ª della franchigia nella National Football League e la 21ª a Los Angeles Sotto la direzione del capo-allenatore al secondo anno George Allen la squadra ebbe il miglior record della NFL a pari merito.
Nell'ultima gara della stagione, il 17 dicembre, Rams misero a segno 7 sack e 2 intercetti sul quarterback di Baltimore Johnny Unitas nella vittoria per 34–10. Entrambe le compagini terminarono con un record di 11–1–2. La vittoria del titolo di division fu assegnata a Los Angeles in base ai risultati degli scontri diretti. 

## Calendario
| Stagione regolare |                        |           |        |
| Turno             | Avversario             | Risultato | Record |
| 1                 | at New Orleans Saints  | V, 27–13  | 1–0–0  |
| 2                 | Minnesota Vikings      | V 39–3    | 2–0–0  |
| 3                 | at Dallas Cowboys      | V, 35–13  | 3–0–0  |
| 4                 | San Francisco 49ers    | S, 24–27  | 3–1–0  |
| 5                 | at Baltimore Colts     | P, 24–24  | 3–1–1  |
| 6                 | Washington Redskins    | P, 28–28  | 3–1–2  |
| 7                 | at Chicago Bears       | V, 28–17  | 4–1–2  |
| 8                 | at San Francisco 49ers | V 17–7    | 5–1–2  |
| 9                 | Philadelphia Eagles    | V, 33–17  | 6–1–2  |
| 10                | at Atlanta Falcons     | V, 31–3   | 7–1–2  |
| 11                | at Detroit Lions       | V, 31–7   | 8–1–2  |
| 12                | Atlanta Falcons        | V, 20–3   | 9–1–2  |
| 13                | Green Bay Packers      | V, 27–24  | 10–1–2 |
| 14                | Baltimore Colts        | V, 34–10  | 11–1–2 |

## Classifiche
| NFL Coastal         |    |    |   |      |       |       |     |     |     |
|                     | V  | S  | P | %    | DIV   | CONF  | PF  | PS  | STR |
| Los Angeles Rams    | 11 | 1  | 2 | .917 | 4–1–1 | 8–1–1 | 398 | 196 | V8  |
| Baltimore Colts     | 11 | 1  | 2 | .917 | 4–1–1 | 7–1–2 | 394 | 198 | S1  |
| San Francisco 49ers | 7  | 7  | 0 | .500 | 3–3   | 4–6   | 273 | 337 | V2  |
| Atlanta Falcons     | 1  | 12 | 1 | .077 | 0–6   | 1–9   | 175 | 422 | S7  |

Nota: I pareggi non venivano conteggiati ai fini della classifica fino al 1972.

## Premi
- George Allen

allenatore dell'anno (condiviso con Don Shula)